# Drosophila ovilongata
Drosophila ovilongata este o specie de muște din genul Drosophila, familia Drosophilidae, descrisă de Gupta în anul 1991. Conform Catalogue of Life specia Drosophila ovilongata nu are subspecii cunoscute.